# Џонатан Бенкс
Џонатан Реј Бенкс (енгл. Jonathan Ray Banks; Вашингтон, Округ Колумбија; рођен, 31. јануара 1947), амерички је филмски, телевизијски, позоришни и гласовни глумац. У каријери је често глумио криминалце, полицајце, неуравнотежене људе или уопште људе с обе стране закона. Најпознатији је по улози Мајка Ермантраута у серијама Чиста хемија и Боље позовите Сола, а иначе за ту улогу је номинован више пута за Награду Еми за ударне термине.
Поред ове улоге познат је и по низу улога у холивудским филмовима као што су: Има ли пилота у авиону? (1980), 48 сати (1982), Полицајац са Беверли Хилса (1984), Гремлини (1984), Крокодил Денди у Лос Анђелесу (2001), Како се решити шефа 2 (2005), Врати ми име (2013), Путник (2018), Невиђени 2 (2018) и Ел Камино: Чиста хемија филм (2019).